# لا بويبلا دي مونتالبان
لا بويبلا دي مونتالبان (بالإنجليزية: La Puebla de Montalbán)‏ هي بلدية ومدينة في منطقة الحكم الذاتي كاستيا-لا مانتشا وتقع في مقاطعة طليطلة في وسط إسبانيا. تبلغ مساحة هذه المدينة 141.16 (كم²)، ويبلغ عدد سكانها 8216 نسمة حسب إحصاء المعهد الوطني الإسباني سنة 2008 م.

## أعلام
- فرنسيسكو هرنانديز دي توليدو
- فرناندو دي روخاس
- أندريس باتشيكو
- ألفارو ريكو
- كانديلا أندوكار

## وصلات خارجية
- الموقع الرسمي